# Villa Poissonnière
Pour les articles homonymes, voir Poissonnière.
La villa Poissonnière est une voie du 18e arrondissement de Paris, en France.

## Situation et accès
La villa Poissonnière est une voie située dans le 18e arrondissement de Paris. Elle débute au 42, rue de la Goutte-d'Or et se termine au 41, rue Polonceau. Voie privée, elle n'est pas accessible au public.

## Origine du nom
Elle porte ce nom en raison du voisinage de la rue des Poissonniers.

## Historique
Le hameau de la Goutte d'or, alors situé sur la commune de La Chapelle, se développe dans la première partie du XIXe siècle. Plusieurs lotissements sont alors créés. Le charcutier Benoît Véro (l'un des propriétaires de la galerie Véro-Dodat) confie à l'architecte Dupuy la construction de cette villa. Treize maisons avec jardins alignées le long d'un passage sont alors érigées dans les années 1830,.

## Bâtiments remarquables et lieux de mémoire
- No 8 : logement d'Alain Bashung